# Panundaan
Panundaan is een bestuurslaag in het regentschap Bandung van de provincie West-Java, Indonesië. Panundaan telt 11.936 inwoners (volkstelling 2010).